# Sebešić
Sebešić – wieś w Bośni i Hercegowinie, w Federacji Bośni i Hercegowiny, w kantonie środkowobośniackim, w gminie Novi Travnik.

## Demografia
W 2013 roku liczyła 50 mieszkańców, z czego większość stanowili Chorwaci.
| Narodowość | Liczba | Procent |
| ---------- | ------ | ------- |
| Chorwaci   | 49     | 98.0%   |
| Serbowie   | 1      | 2.0%    |
| Razem      | 50     | 100%    |